# Dolní Věstonice
Dolní Věstonice és una localitat propera a Brno, al districte Břeclav de la regió txeca de Moràvia meridional. És famosa pel seu jaciment arqueològic.
Durant el període de la Gran Moràvia s'hi va construir un petit fort. El primer esment a aquest lloc en un document escrit datat del 1312. Durant el segle xiii va ser habitat per colons germans. El 1460 rebé els drets de ciutat. Des del primeries del s. XVI s'hi van instal·lar els habáni (anabaptistes expulsats de terres alemanyes i suïsses). El 1622 van ser-ne expulsats una altra vegada.

## Jaciment arqueològic

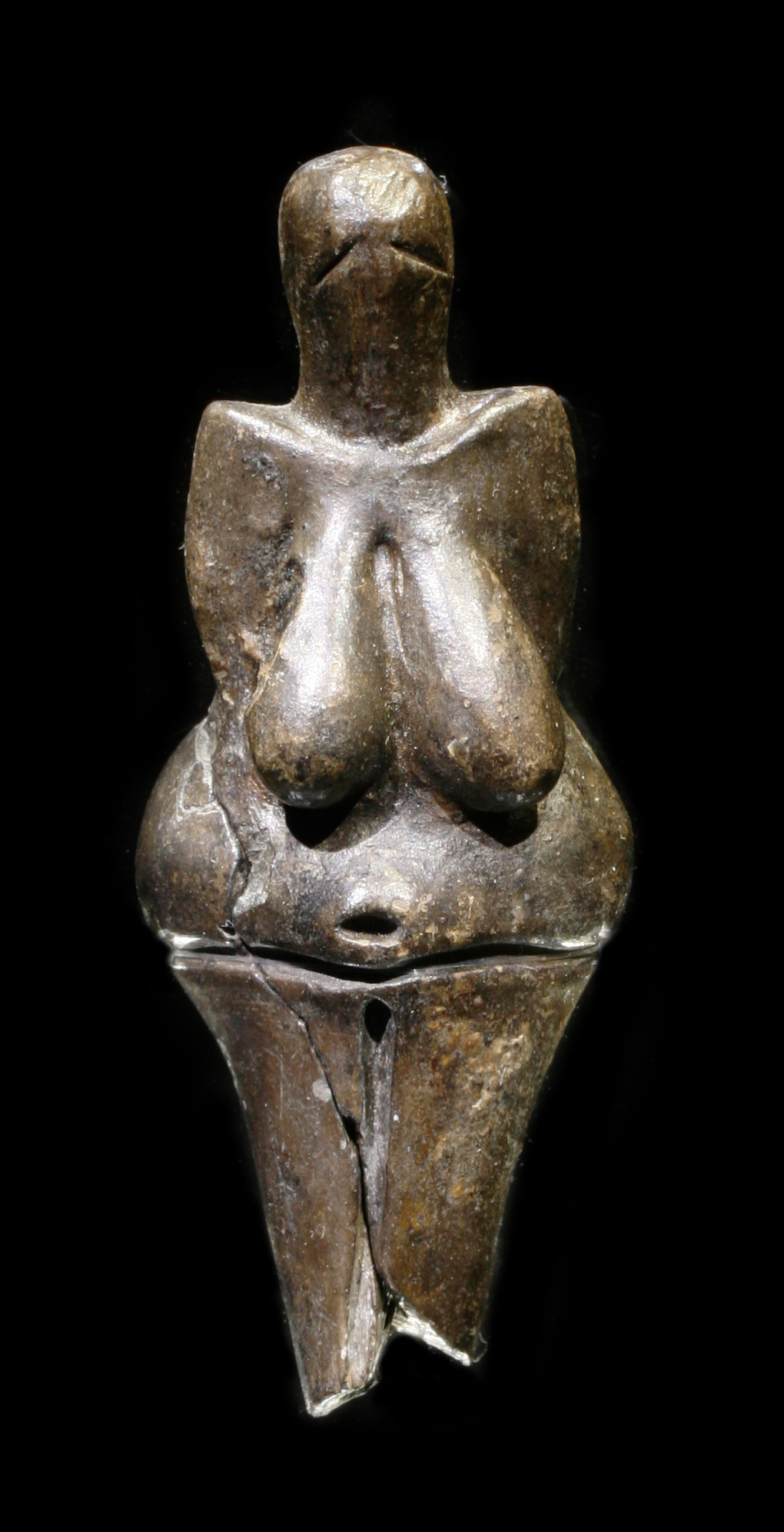
Venus de Dolní Věstonice

Des del segle xix es tenia notícies que en aquesta àrea hi havia restes arqueològiques. Al 1924, l'arqueòleg txec Karel Absolon va iniciar una exploració sistemàtica dels voltants de Dolní Věstonice. El resultat va ser la localització d'un dels jaciments arqueològics més extraordinaris del Paleolític superior. Al jaciment arqueològic de Dolní Věstonice es trobà —entre d'altres— una tomba triple i la Venus de Dolní Věstonice. El lloc, l'habitaven caçadors de mamuts. Des del descobriment formal, el llogaret s'ha convertit en blanc de turistes, interessats en l'arqueologia, l'arquitectura, la roba tradicional i el vi.